# Lancia Artena

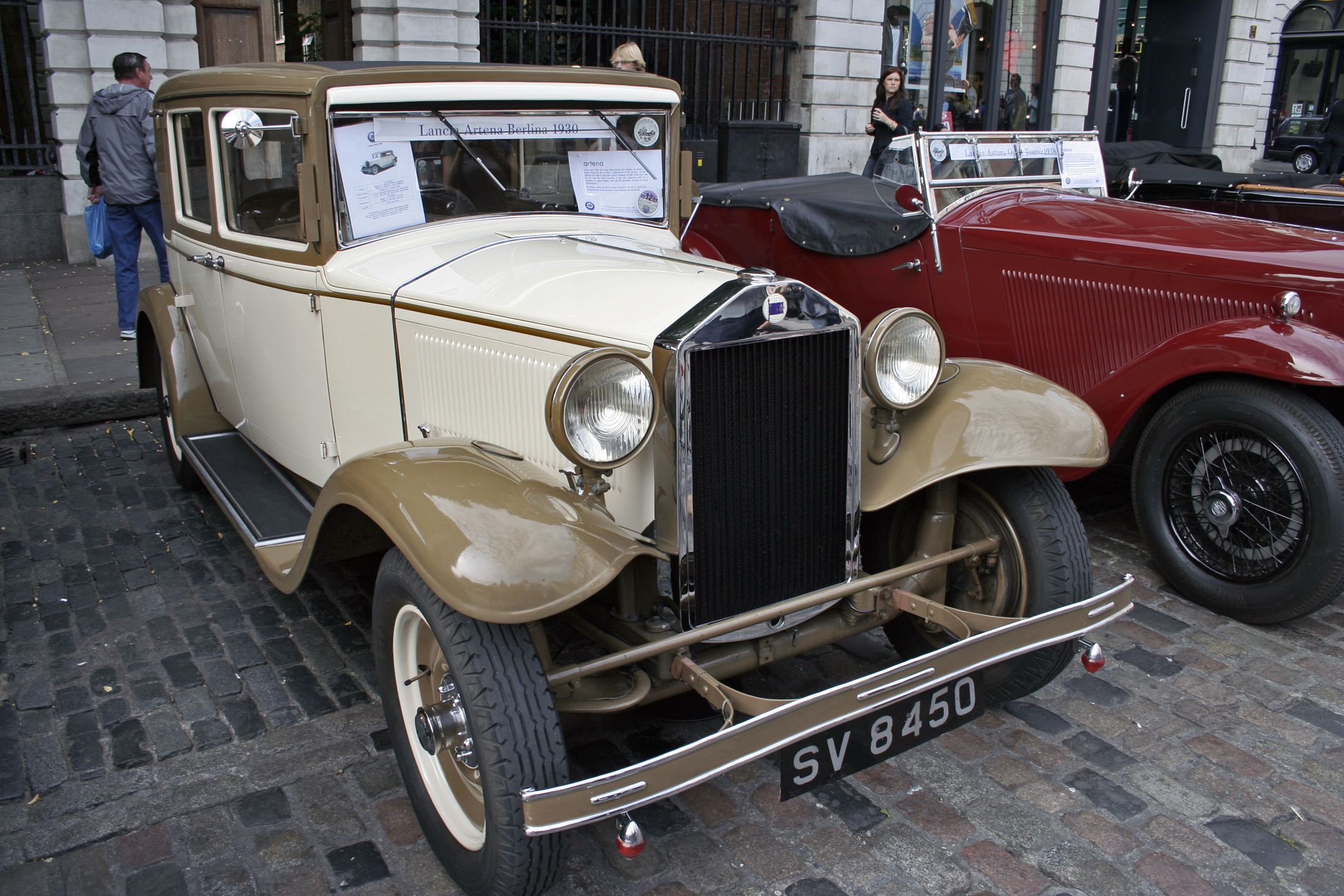
La Lancia Artena à Londres

La Lancia Artena est une automobile de haut de gamme fabriquée par le constructeur italien Lancia au cours de deux périodes distinctes : de 1931 à 1936 et ensuite de 1940 à 1942.

## Le contexte de l'époque
Au début des années 1930, la marque Lancia ne disposait que de deux modèles dans sa gamme automobile : un nouveau modèle, la grosse Lancia Dilambda lancée en 1929, et un modèle plus ancien, la glorieuse Lancia Lambda qui était arrivée au terme de son cycle normal après 8 ans de production et qui devait être remplacée. 
La Dilambda était une voiture équipée d'un moteur 8 cylindres en V étroit de 4 litres de cylindrée, tandis que la Lambda, lancée avec un moteur de 2,1 litres, terminait sa carrière équipée d'un moteur de 2,5 litres. Alors que la Dilambda représentait le summum de la gamme Lancia, la décision fut prise de remplacer la Lambda par deux modèles, assez proches entre eux, mais destinés à des clientèles différentes. On aura donc l'Artena, une voiture équipée d'un moteur 4 cylindres de moins de 2 litres et la Lancia Astura, équipée d'un moteur 8 cylindres en V de seulement 2,6 litres. Les deux voitures étaient en réalité assez différentes, non seulement du point de vue mécanique mais aussi par leurs dimensions, l'empattement de l'Artena était de 299 cm tandis que celui de l'Astura était 19 cm plus long notamment pour accueillir le moteur plus encombrant et créer un habitacle plus spacieux.

## L'histoire de la voiture et ses caractéristiques
Durant cette période, le nom des nouveaux modèles ne reprend pas les lettres de l'alphabet grec mais il fut choisi le nom Artena qui est celui d'une ville proche de la capitale italienne Rome. Le moteur, de nouvelle conception, est un 4 cylindres en V étroit de 17° de 1 927 cm3 de cylindrée développant 55 ch à 4 000 tr/min. Ce moteur est dérivé, dans sa conception, de celui de la Lancia Lambda, même s'il a été largement retravaillé et bénéficie des toutes nouvelles avancées technologiques. 
Il faut noter le système particulier pour filtrer les vibrations et obtenir la même douceur de fonctionnement qu'un 6 cylindres : le moteur est fixé sur quatre silentblocs sur deux lames auxiliaires elles-mêmes fixées au châssis. Une autre caractéristique de cette nouvelle voiture reprise de la Dilambda sera le refroidissement à eau avec une régulation thermostatique. Lancia adoptera sur cette petite voiture son système breveté de lubrification forcée centralisée.
La coque autoporteuse de la Lambda n'a pas été retenue et l’Artena, comme sa grande sœur Astura dispose d'un châssis dont la structure de base est en deux parties verticales caissonnées, un renfort en “X”, des longerons légèrement convergents à l'avant : deux tubes ronds longitudinaux reliés par une traverse de renfort. Le système de suspensions est mixte : à l'avant on trouve le schéma classique Lancia mais sans les renforts obliques du fait de la très grande raideur du châssis, tandis qu'à l'arrière on retrouve le pont rigide traditionnel avec lames semi-elliptiques et amortisseurs Siata.
D'un poids très raisonnable, le châssis pèse 860 kg et la voiture 1150 kg en version berline de série, l’Artena atteint facilement la vitesse de 115 km/h mais elle marquera son époque en raison de son comportement routier et sa légendaire robustesse. Ce sera la première automobile au monde à dépasser le fatidique seuil des 100 000 kilomètres sans aucune révision.
L’Artena sera fabriquée avec une carrosserie de série de type berline à 4-5 places ou limousine avec 6-7 places, par le constructeur lui-même, alors qu'à cette époque les constructeurs ne fournissaient que des châssis prêts à être carrossés à l'extérieur, mais la version châssis seul était naturellement disponible pour les maîtres carrossiers qui préfèreront l'Astura.
Présentée pour la première fois au Salon de l'automobile de Paris en octobre 1931, l'Artena sera déclinée avec une seconde série l'année suivante et bénéficiera de quelques améliorations de détail et, en 1933, la 3e série verra le jour avec un dédoublement du modèle et deux empattements au choix. La fabrication s'arrête au début de l'année 1936, mais quatre ans plus tard, alors que l'Italie s'apprête à entrer en guerre, Lancia ressuscite l'Artena, avec une quatrième et dernière série au destin un peu particulier. La voiture est modifiée en profondeur, cette version bénéficie d'une coque autoporteuse et dispose d'un moteur dont la puissance a été ramenée à 51 HP. Elle est surtout destinée à une utilisation militaire ou carrossée comme ambulance et sera en dotation auprès de nombreuses armées étrangères.

## Les essais sur route

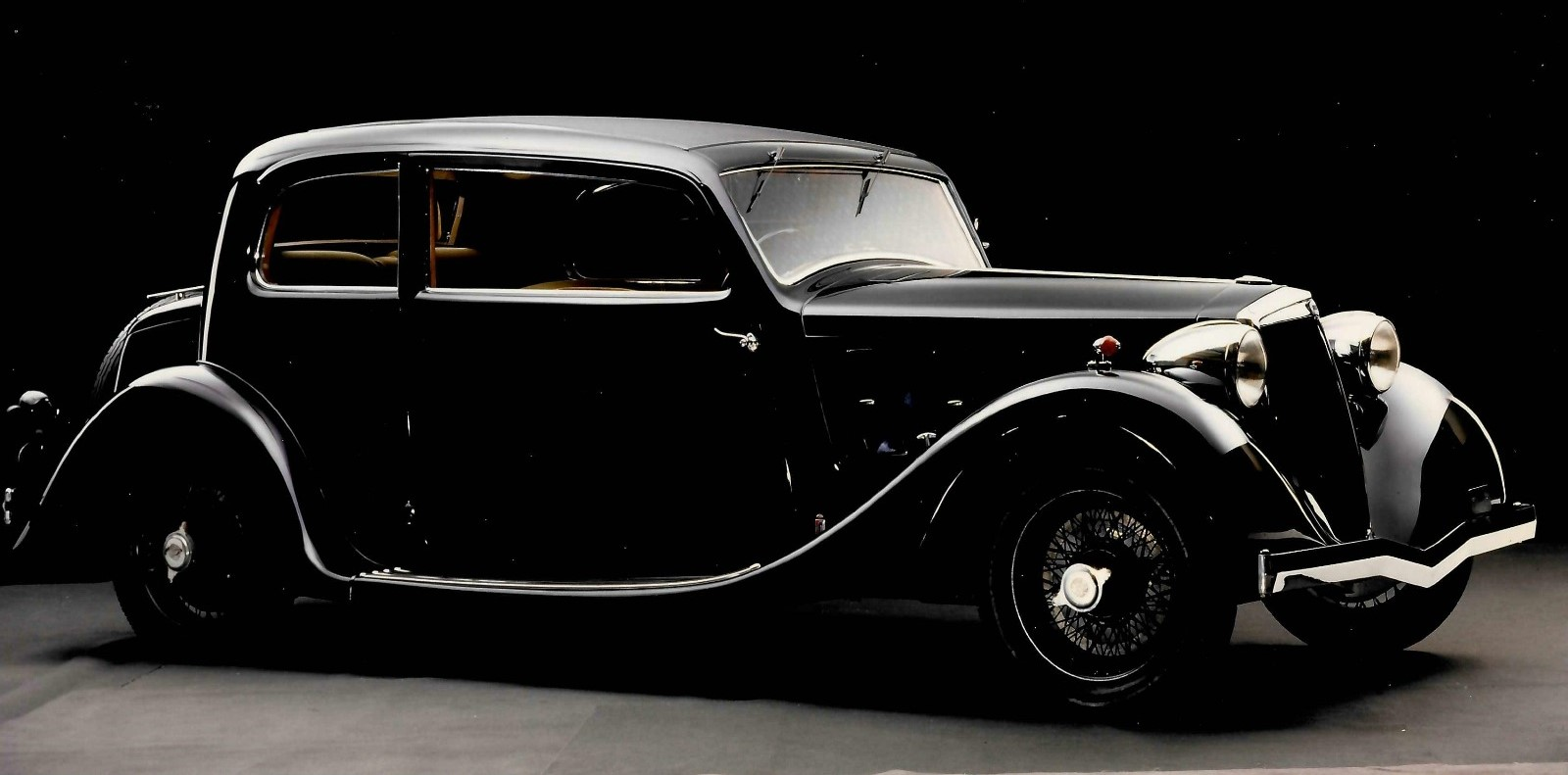
Lancia Artena de 1934

Au mois de mai 1932, la célèbre revue anglaise The Autocar publia le compte-rendu de ses essais effectués au volant d'une Lancia Artena berline, dont le prix, en Grande-Bretagne, était de 675 livres Sterling. Les résultats de ces tests sont intéressants à plus d'un titre : la vitesse maximale chronométrée est de 70,86 miles à l’heure, soit 114 km/h, l'accélération de 10 à 30 miles/h, soit de 16 à 48 km/h s'effectue en moins de 6 secondes sur le II rapport, en 13 secondes en IVe. Ces valeurs sont confirmées par la très sérieuse revue italienne de l’époque, Auto Italiana, qui a testé la voiture à la fin de l'année 1931 : vitesse maxi 114 km/h, le kilomètre arrêté en 46 secondes avec une vitesse moyenne de 78,260 km/h, et une distance d'arrêt de seulement 37 mètres pour stopper la voiture en partant de 80 km/h.

## La production
Au total, on dénombre une production des 3 premières séries de la Lancia Artena, entre 1931 et 1936, de 5.060 exemplaires dont 1.500 de la 1re série, 1.520 de la 2e série et 2.040 pour la 3e série. Ces voitures se répartissent en 488 exemplaires avec empattement court et 1.552 avec empattement long. Pour la 4e série en période de guerre de 1940 à 1942, la production a été de 507 exemplaires dont 316 véhicules « militaires » et 191 ambulances.

## L'Artena et les courses
Contrairement aux autres modèles Lancia, l'Artena n'avait aucune prédisposition pour affronter le monde de la compétition automobile mais, quelques rares modèles ont été alignés dans des compétitions.
Voici quelques résultats obtenus à ces occasions.
| Date                  | Pays   | Nom de la course            | Type de course | Résultat                                | Position absolue | Pilote ou équipage   | Parcours (km) | Temps obtenu    | Moyenne (km/h) | Notes |
| --------------------- | ------ | --------------------------- | -------------- | --------------------------------------- | ---------------- | -------------------- | ------------- | --------------- | -------------- | --- |
| 13 au 15 juillet 1935 | France | Rallye des Alpes françaises | Rallye         | 3e (2e catégorie indice 60)             | x.x              | Claire Descollas     | 1 200         | x.x             | x.x            | Gaston Descollas 1er (5e catégorie indice 》 200) sur Bugatti T57 |
| 11 mai 1947           | Italie | Fontivegge-Perugia          | côte           | 2e Classe plus de 1 500 cm3 Tourisme    | x.x              | Bacelli              | 3 500         | 4 min 36 s      | 45 652         | - |
| 22 août 1948          | Italie | Messina-Col San Rizzo       | côte           | 1re du Groupe                           | x.x              | Pietroburgo Giuseppe | 8 500         | 10 min 14 s     | 49 837         | Course pour le Volant d’Argent, réservée aux voitures de Tourisme : l’Artena de Pietroburgo sera classée 1re du “groupe mixte”                                                 |
| 18 sept 1949          | Italie | Rieti-Terminillo            | côte           | -                                       | x.x              | Cifarri              | 20 000        | 20 min 23 s     | 58 871         | Course pour le Volant d’Argent, réservée aux voitures de Tourisme. Cifarri, le 1er du “groupe mixte”, temps intéressant, meilleur que celui des Fiat 1500.                     |
| 19 avril 1953         | Italie | Marina Piccola-Anacapri     | côte           | 4e Classe 1101-2 000 cm3 Grand Tourisme | 6e               | Stajano              | 3 800         | 5 min 02 s 5/10 | 45 223         | Les chronomètres de Stajano sont équivalents à ceux obtenus par les modernes Fiat 1400 et à peine supérieurs de 15 % à celui de l'Alfa Romeo 1900 du vainqueur Bubbi Leonetti. |

## Caractéristiques des différentes séries

### 1resérie
- Période de fabrication : automne 1931 - été 1932
- Modèles :
  - Tipo 228, châssis
  - Tipo 228, voiture carrossée berline
- Moteur : Tipo 84
- Numérotation progressive : de 1 à 1500
- Numérotation du châssis : de 28-1001 à 28-2500
- Exemplaires fabriqués : 1500
- Évolution de la série :

L’Artena a été présentée officiellement en première mondiale au Salon de l'automobile de Paris en octobre 1931. Sa production débuta immédiatement et le cap des premiers 1.500 exemplaires est dépassé au cours de l'été suivant, alors que la seconde série est lancée. 

### 2esérie
- Période de fabrication : été 1932 - automne 1933,
- Modèles :
  - Tipo 228, châssis,
  - Tipo 228, voiture carrossée berline,
- Moteur : Tipo 84
- Numérotation progressive : de 1 à 1520
- Numérotation du châssis : de 28-2501 à 28-4020
- Exemplaires fabriqués : 1520
- Évolution de la série :

La seconde série de l’Artena débute au cours de l'été 1932, après une production de 1.500 exemplaires de la première série.
Peu de changements sur cette seconde série si ce ne sont des détails comme l'adjonction de silentblocs sur les lames des suspensions, un nouveau réglage des freins et les ancrages pour les carrosseries extérieures sur le châssis. Cette série sera produite à 1.520 exemplaires et sera remplacée en milieu d'année 1933 par la 3e série, qui comportera de plus grosses améliorations.

### 3esérie
- Période de fabrication : automne 1933 - début 1936,
- Modèles :
  - Tipo 228 A, châssis et carrosserie berline, empattement long,
  - Tipo 228 C, châssis et carrosserie berline, empattement court,
- Moteur : Tipo 84,
- Numérotation progressive : pour la 228 A de 3021 à 3500 et de 4001 à 5072 - pour la 228 C, de 3501 à 3988,
- Numérotation du châssis : pour la 228 A de 28-4501 à 28-4980 et de 28-5001 à 28-6072 - pour la 228 C de 28-7001 à 28-7488,
- Exemplaires fabriqués : 2040 au total, dont 1552 Tipo 228 A et 488 Tipo 228 C,
- Évolution de la série :

Au cours de l'automne 1933, la 3e série de l'Artena apparaît. La « nouveauté » la plus importante concerne le châssis que le client peut choisir entre deux versions : empattement normal (Tipo 228 A) ou court (228 C). Les autres caractéristiques techniques de la voiture sont pratiquement identiques à celle de la série précédente.
| Caractéristiques techniques LANCIA Artena 3e série | Caractéristiques techniques LANCIA Artena 3e série |
| -------------------------------------------------- | --- |
| Moteur                                             | Monobloc placé longitudinalement à l'avant ; culasse rapportée en fonte ; vilebrequin sur 3 paliers ; bielles en acier spécial avec roulements collé directement dans la tête de bielle ; pistons en alliage d’aluminium ; cylindres en fonte spéciale. Le moteur n'est pas fixé directement sur le châssis, mais sur un contre châssis pour éliminer les vibrations. |
| Nombre et position des cylindres                   | 4 en V à 17° |
| Cylindrée                                          | 1 926,76 cm3 - alésage 82,55 mm × course 90,00 mm |
| Distribution                                       | soupapes en tête verticales commandées par culbuteurs ; arbre à cames en tête central, commandé par une chaîne silencieuse à double flexion (un pignon extérieur oscillant assure une tension constante) |
| Rapport de compression                             | 5,35 :1 |
| Puissance maxi                                     | 55 ch à 4 000 tr/min |
| Lubrification                                      | forcée par pompe à engrenages et filtre auto-nettoyant ; carter d'huile en aluminium ; capacité du circuit 5,5 litres |
| Refroidissement                                    | à eau circulation forcée : régulation de la température par thermostat ; capacité du circuit (radiateur et moteur) 14,5 litres ; ventilateur auxiliaire |
| Allumage                                           | allumeur (avance automatico ; ordre d’allumage : 2-1-3-4 ; bougies type M 145/1 |
| Alimentation                                       | pompe électrique “Autopulse” ; carburateur Zenith 36 VI inversé, monocorp, |
| Installation électrique                            | 12 volts, batterie 48 Ah, dynamo |
| Transmission                                       | traction sur le roues arrière ; arbre de transmission en deux parties, avec support central (joint avant type flexible Hardy-Spicer, joints central et arrière cardan. |
| Embrayage                                          | monodisque à sec |
| Boîte de vitesses                                  | en bloc avec le moteur, 4 vitesses + marche arrière (IIIe et IVe toujours en prise et “silencieuses”) rapports : Ire=3,485:1 ; IIe=2,185:1 ; IIIe=1,422:1 ; IVe=1:1 ; RM=4,870:1 ; levier central. |
| Rapport de pont                                    | rapport de réduction final, couple ipoïde : 10/47 (4,70:1) |
| Carrosserie                                        | châssis avec structure de base en deux parties verticales caissonnées, renforts en “X”, longerons légèrement convergents à l'avant |
| Suspension avant                                   | roues indépendantes (système Lancia) et amortisseurs hydrauliques télescopiques |
| Suspension arrière                                 | essieu rigide, lames longitudinales (attaches sur silent-blocs) et amortisseurs mécaniques Siata |
| Freins                                             | frein mécanique au pied agissant sur les 4 roues ; frein à main agissant sur les tambours des roues arrière |
| Direction                                          | vis sans fin ; volant à droite (conformément au code italien de l'époque, malgré la conduite à droite) |
| Roues                                              | jantes en acier ou à rayons Rudge Whitwort en option |
| Pneumatiques                                       | 14 × 45 ; pression de gonflage 2,75 kg/cm2 à l'avant comme à l'arrière |
| Empattement                                        | 314,0 cm (Tipo 228 A) et 295,0 cm (Tipo 228 C) |
| Voies avant et arrière                             | 140,0 cm |
| Longueur × largeur                                 | châssis : 460,0 × 168 cm (228 A) et 437,0 × 168,0 cm (228 C) |
| Poids à vide                                       | châssis 890 kg (228 A) et 860 kg (228 C) |
| Réservoir essence                                  | placé à l'arrière ; capacité 60 litres |
| Vitesse maxi                                       | 115 km/h ; en Ire=33, II=53, III=80 |
| Pentes maxi                                        | en 1re : 23 % - 24 % |
| Consommation                                       | moyenne 13 - 14 litres/100 km |
| Taxe de circulation                                | puissance fiscale en Italie 19 CV ; vignette (en 1936) 600 £ires par an |
| Prix en Italie                                     | en 1936 : châssis versions longue (228A) ou courte (228C) : 24 600 £ires (options : 2e roue de secours (jante) 56 £ires ; roues à rayons Rudge-Whitworth 875 £ires ; 2e roue de secours (Rudge) 190 £ires ; portaroues avec coffre rabattable 300 £ires. Limousine 34 650 lires (options : revêtement cuir 1800 £ires (900 £ires uniquement deux sièges avant) - paroi de division de l'habitacle entre poste de conduite et passagers arrière 1200 £ires - valises cuir 750 £ires. |

### 4esérie
- Période de fabrication : 1940 - 1942,
- Modèles :
  - Tipo 341, châssis pour berlines ministérielles et/ou militaires,
  - Tipo 441, châssis pour fourgons et ambulances,
- Moteur : Tipo 84A,
- Numérotation progressive : pour la 341 de 1001 à 1316 et pour la 441 de 1001 à 1191,
- Numérotation du châssis : pour la 341 de 341-1001 à 341-1316 et pour la 441 de 441-1001 à 441-1191,
- Exemplaires fabriqués : 507 au total, dont 316 Tipo 341 et 191 Tipo 441,
- Évolution de la série :

La production de la Lancia Artena semblait s'arrêter au début de l'année 1936, mais quatre ans plus tard elle ressuscita avec une 4e et dernière série bénéficiant d'un châssis profondément modifié. Équipée d'un moteur dont la puissance a été réduite à 51 HP, elle devient voiture ministérielle, militaire et ambulance. Sa fabrication prendra fin en 1942 après une production de 507 exemplaires.

## Production
| Par année | Par année   |
| Année     | Exemplaires |
| --------- | ----------- |
| 1931      | 210         |
| 1932      | 2 070       |
| 1933      | 970         |
| 1934      | 961         |
| 1935      | 826         |
| 1936      | 23          |
| 1940      | 367         |
| 1941      | 49          |
| 1942      | 91          |
| Total     | 5 567       |

| Par modèle               | Par modèle  |
| Modèle                   | Exemplaires |
| ------------------------ | ----------- |
| 228, 1re série (1931/32) | 1 500       |
| 228, 2e série (1932/33)  | 1 520       |
| 228A, 3e série (1933/36) | 1 552       |
| 228C, 3e série (1933/36) | 488         |
| 341, 4e série (1940/42)  | 316         |
| 441, 4e série (1940/42)  | 191         |
| Total                    | 5 567       |

## La version spéciale EIAR
En 1937, l'"Ente Italiano per le Audizioni Radiofoniche", l'ancêtre de la RAI passa une commande au carrossier Viotti de deux laboratoires mobiles de radiodiffusion à réaliser sur des châssis d'Artena 341. C'est ainsi que deux fourfons de couleur bleu ciel métallisé furent opérationnels dès 1938. Ces deux laboratoires furent très utilisés durant la seconde guerre mondiale pour transmettre des nouvelles des fronts en guerre. L'un d'eux portant l'immatriculation TO-44723 fut la première et l'unique automobile à avoir débarquer Place Saint-Marc à Venise. 

## Les versions militaires
Le royaume d'Italie débuta la Seconde Guerre mondiale avec un manque important d'engins motorisés dans tous les domaines. Tous les constructeurs italiens furent réquisitionnés pour fournir le matériel militaire qu'ils pouvaient fabriquer et Lancia y participa en remettant en fabrication son modèle le plus adapté, l'Artena, modifiée selon le cahier des charges de l'armée. Cela donna naissance à la quatrième série avec un châssis renforcé. La Lancia Artena Militaire fut utilisée par l'armée du Roi d'Italie comme voiture de liaison des commandements des corps d'armée et les hauts officiers, sur le territoire national comme dans l'Empire colonial italien. À partir des châssis Artena tipo 341, la Carrozzeria Viotti réalisa trois versions : une berline/limousine à quatre portes et 6 fenêtres et une torpédo, toutes deux destinées à rester sur le territoire italien. Ces deux modèles conservaient les mêmes caractéristiques que les modèles civils équivalents.
Pour l'utilisation sur les champs de bataille, il réalisa une version appelée "transformable" comprenant quatre portes et 6 sièges disposés sur trois rangs. La carrosserie reprenait les couleurs militaires et sa ligne était très carrée. Elle comportait deux roues de secours, obligatoires pour les équipements de l'armée. Certains de ces exemplaires ont été transformés avec l'installation d'un gazogène.
Sur la base des châssis type 441, l'armée Royale commanda une version ambulance, réalisée par la Carrozzeria Bertone. Par rapport à la version civile Viberti, cette version militaire disposait d'un compartiment sanitaire plus important capable d'accueillir jusqu'à 4 brancards au lieu des deux de la version civile. L'ambulance fut surtout utilisée sur les fronts russe et africain, mais également en Italie à la suite des bombardements massifs des alliés.